# Benedicto Peñalosa y Modragón
Benedicto Peñalosa y Modragón, también conocido como Benet Peñalosa o Benet Penyalosa y Benedikt Peñalosa y Mondragon, OSB (Granada, 1580 - m. 11 de agosto de 1646 ) fue un clérigo católico miembro de la congregación benedictina de Montserrat en la Austria y en el Reino de Bohemia, vinculado al monasterio catalán de Montserrat.
Entre los años 1637 y 1646 fue abad de la Abadía montserratina de Emaús de Praga, Chequia .
Con él empezó el período que, popularmente, se conoció en Chequia como "los españoles negros", en referencia al color de la vestimenta de los monjes benedictinos catalanes de Emaús, que duró hasta el siglo XIX.

## Biografía
En 1631, los benedictinos de Montserrat llegaron a la Viena imperial, conducidos por el deseo del abad del Monasterio de Montserrat, Pedro de Burgos, de fundar una abadía en el territorio designado como alemán, porque algunos de sus territorios, particularmente el Reino de Bohemia, se convirtieron en, desde el punto de vista religioso, un territorio de misión.
La primera tentativa de fundar un monasterio en Viena por parte de los montserratinos no fructificó, dado que el enviado benedictino de Montserrat murió pronto. En su lugar fueron enviados los padres Benito Peñalosa e Ignacio Vicente Royo.
El padre Benito Peñalosa, nacido en 1580 en Granada, entró a formar parte de la orden benedictina en la Abadía de Montserrat, en Cataluña.
Fue doctor de Teología de la Universidad de Sevilla y durante un tiempo vivió y trabajó en México .
Fue un diplomático hábil, como se puede juzgar por el hecho de que, tan sólo ocho días después de su llegada a Viena, ya consiguió una audiencia con el emperador Fernando III de Habsburgo. Sin embargo, su gran apoyo fue la misma emperatriz, la infanta española María Ana de Austria, gran devota de la catalana Virgen de Montserrat, patrona del Imperio Español.
El padre Benito llegó a Praga en 1631 y no será hasta después de seis años que el emperador Fernando III le confió el cargo de abad de la Abadía de Emaús. Junto a Benet Peňalosa, toda una comunidad de monjes catalanes de Montserrat llegaron a Praga.
Los monjes checos que había en la abadía fueron trasladados por el emperador a monasterio cerca de la iglesia de San Nicolás, cerca de la Plaza de la Ciudad Vieja de Praga.,
El 1 de junio de 1637, Benet Peñalosa recibió la bendición del abad, de manos del cardenal Harrach, en la Catedral de Praga (Iglesia de San Vito).
Bajo su dirección, el monasterio de Emaús salió del anterior estancamiento y se reavivó y prosperó, extendiendo la devoción de la Virgen catalana por todo el Reino de Bohemia.
A lo largo de los años, los montserratinos operaron importantes mejoras arquitectónicas y de decoración y mobiliario en la abadía checa, acogiéndose al estilo barroco. Los monjes alemanes que les sucedieron, en el siglo XIX, destruyeron gran parte del patrimonio histórico y artístico aportado por los catalanes.
El abad Benito Peñalosa murió el 11 de agosto de 1646.